# Хамра (приток Лены)
Хамра́ — река в России, левый приток Лены.
Протекает в Якутии по территории Ленского района.
Длина — 145 км, площадь водосборного бассейна — 2610 км². Впадает в реку Лену в 2582 км от её устья, у села Хамра.
Ширина реки в нижнем течении — 25 м, глубина — 0,8 м, дно каменистое, скорость течения — 1 м/с. По данным наблюдений с 1965 по 1994 год среднегодовой расход воды в 2 км от устья составляет 12,16 м³/с. Минимальный расход (0,25 м³/с) был зафиксирован в апреле 1970 года, максимальный (104 м³/с) — в мае 1966 года.

## Данные водного реестра
По данным государственного водного реестра России и геоинформационной системы водохозяйственного районирования территории РФ, подготовленной Федеральным агентством водных ресурсов:
- Бассейновый округ — Ленский
- Речной бассейн — Лена
- Речной подбассейн — Лена между впадением Витима и Олёкмы
- Водохозяйственный участок — Лена от впадения реки Витим до водомерного поста у села Мача без реки Нюи